# Синица, Григорий Иванович

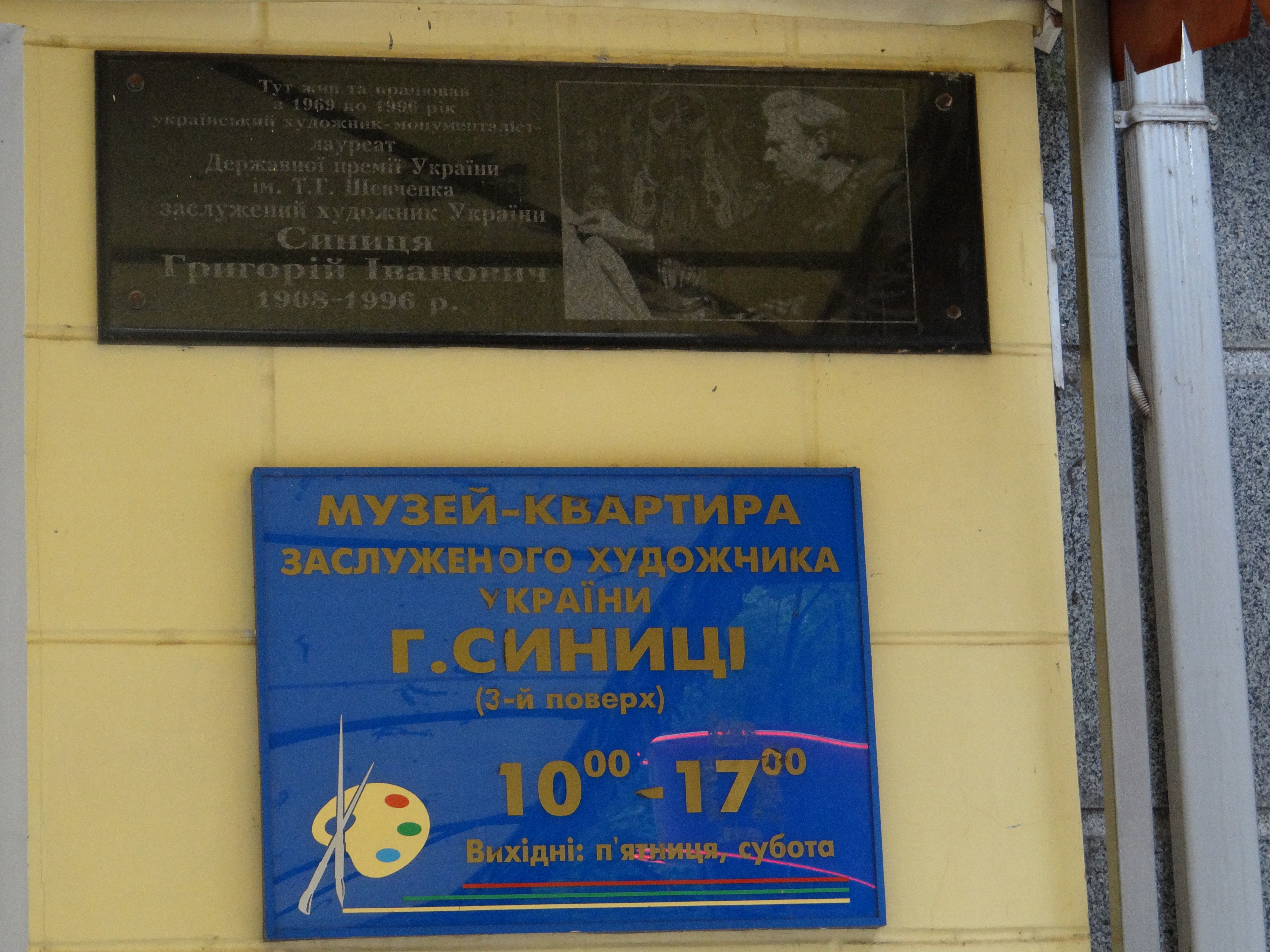
Памятная доска Григорию Синице в Кривом Роге

Григорий Иванович Сини́ца (укр. Григорій Іванович Синиця; 4 [17] января 1908, Одесса, Херсонская губерния — 10 октября 1996, Кривой Рог, Днепропетровская область) — советский и украинский художник. Заслуженный художник Украины (1996).

## Биография
Родился 4 (17) января 1908 года в Одессе. В 1914 году перенёс тяжёлую болезнь и стал инвалидом детства, рано остался сиротой. Воспитывался в детском приюте в Кировограде.
Учился в Кировоградском художественно-промышленном училище, затем в Одесской средней художественной школе, где учил его теоретик авангарда М. К. Гершенфельд. Потом учился в Киевском художественном институте в мастерской Николая Рокицкого — одного из учеников Михаила Бойчука и Е. Холостенко.
В 1934 году живописный факультет объявлен «рассадником формализма» и всем студентам-«бойчуковцам» предлагается оставить учёбу. Синица снова по конкурсу поступил в институт, учился один год в мастерской профессора И. И. Падалки. Не желая предавать школу Бойчука, на 5 курсе Синица оставляет институт и занимается самообразованием. В 1941 году в Киеве состоялась персональная выставка.
При нацистской власти был отправлен в колонну, которую отправили в Бабий Яр, ему чудом удалось спастись; многочисленное количество своих работ посвятил этой трагедии. После войны работал над новой техникой — флоромозаики, создал 29 произведений в этой технике, над каждой работал по 2—3 года. Работал на киевском заводе «Керамик» мастером-технологом, выполнял задачи по восстановлению города: облицовка терракотой Главпочтамта, зданий на Крещатике, Красноармейской улице. Кандидатура Синицы была выдвинута на соискание Сталинской премии, однако, в ней было отказано.
В 1960-х годах Синица с народными мастерами основал новое направление — Украинская колористическая школа — почитание народной культуры цвета как эстетического образа, материнского языка, национальной и исторической категории. В их число входили Мария и Фёдор Примаченко, Анна Собачко-Шостак и Иван Шостак — народная роспись, Анна Верес и Анна Василащук — ткачество, Фёдор Алексеенко — керамика, Евмен Войлочный — набивка, Александр Саенко — инкрустация соломкой. Автор эстетически-философского труда «Колорит в изобразительном искусстве». Вместе с учениками создаёт ряд монументальных ансамблей — из них мозаичная стенопись в Донецке и Александрии.
Под его руководством работали В. Якименко, А. А. Горская, Г. А. Зубченко, В. И. Зарецкий, Г. Марченко, Л. Тоцкий, Н. Шкарапута.
Преследовался властями как формалист, националист и абстракционист. Из-за обвинений в национализме и гонений со стороны власти в 1968 году вынужден был переехать в Кривой Рог.
Умер 10 октября 1996 года в городе Кривой Рог.

## Награды
- Государственная премия Украины имени Т. Г. Шевченко (1992) — за возрождение украинской колористической школы монументальной живописи и произведения последних лет;
- Заслуженный художник Украины (1996).

## Память
В Кривом Роге действует музей-квартира Григория Синицы.